# János Sarusi Kis
János Sarusi Kis, född den 29 juni 1960 i Csongrád, Ungern, är en ungersk kanotist.
Han tog bland annat VM-guld i C-2 1000 meter i samband med sprintvärldsmästerskapen i kanotsport 1982 i Belgrad.